# Frédéric Milliet d'Arvillars
Pour les autres membres de la famille, voir Famille Milliet.
Frédéric Milliet d'Arvillars, né le 26 décembre 1788, à Chambéry (Duché de Savoie) et mort le 12 février 1858 à Turin, est un noble savoyard appartenant à la famille Milliet, militaire et homme politique du royaume de Sardaigne.

## Biographie

### Origine
Joseph Jean Frédéric Pantaléon Milliet d'Arvillars naît le 26 décembre 1788, à Chambéry. Il est le fils de Joseph-Frédéric Milliet, marquis d'Arvillars, et de Louise-Henriette Morand de Saint-Sulpice. Il épouse le 23 septembre 1820 à Chambéry, Marie Anne Françoise Adélaïde de Buttet du Bourget, dame d'honneur de la reine Marie-Adélaide.

### Carrière militaire
Frédéric Milliet d'Arvillars commence sa carrière dans les troupes françaises, il est sous-lieutenant au 28e régiment  de chasseurs à cheval au cours de la Campagne de Russie (1812). Il continue sa carrière jusqu'au retour du duché de Savoie dans le royaume de Sardaigne en 1815. Il intègre l'armée piémontaise, colonel du 2e régiment de Savoie en 1823, major général commandant la Brigade de Savoie en 1836, lieutenant général, aide de camp du roi Charles-Albert en 1837, commandant la 1re division de l'Armée en 1848, au cours de la Bataille de Goito du 30 mai 1848 contre l'armée autrichienne (première guerre d'indépendance). Il finit sa carrière avec le grade de lieutenant-général de la division d'Alexandrie (1848).

### Carrière politique
Il est nommé sénateur le 18 décembre 1849 et il démissionne le 5 novembre 1850.
Frédéric Milliet d'Arvillars meurt le 12 février 1858, à Turin.

## Décorations
- Chevalier, puis Grand Officier (1848) de l'Ordre des Saints-Maurice-et-Lazare
- Médaille d'argent de la valeur militaire
- Chevalier de l'Ordre de la Couronne de fer de classe II
- Commandeur de la Légion d'honneur
- Commandeur de l'Ordre de Sainte-Anne